# Nicole Sarauer
Pour les articles homonymes, voir Sarauer.
Nicole Sarauer est une femme politique canadienne. Elle a été élue à l'Assemblée législative de la Saskatchewan lors des élections générales saskatchewanaises de 2016 pour représenter la circonscription de Parc Douglas de Regina en étant membre du Nouveau Parti démocratique de la Saskatchewan. Le 20 juin 2017, elle a été choisie pour devenir la cheffe de l'opposition et la cheffe par intérim du Nouveau parti démocratique de la Saskatchewan.

## Biographie
Nicola Sarauer a étudié à l'Université de Regina en Saskatchewan en droit. Après ses études, elle a travaillé pour une firme en droit et en tant qu'avocate.
Lors des élections générales saskatchewanaises de 2016, elle a été élue pour représenter la circonscription de Parc Douglas de Regina à l'Assemblée législative de la Saskatchewan au sein du Nouveau Parti démocratique de la Saskatchewan. Le 20 juin 2017, elle a été choisie pour devenir la cheffe de l'opposition et la cheffe par intérim de son parti.

## Annexe